# 三個願望 (新加坡電視劇)
《三個願望》（英文：Three Wishes），新加坡哇哇映画第四部新傳媒8頻道播出的電視劇及第11部戏剧作品，由王沺裁、黃碧仁、陈欣淇、包勋评、朱厚任、金银姬及陈俊生領銜主演，刘子绚客串演出，監製為刘健财。此劇為黃碧仁继《幸福双人床》之后的复出之作，也是王沺裁参与的第五部哇哇映画连续剧。
观众对于黄碧仁复出拍剧的期盼，再加上本剧的精彩剧情，成功将收视率推高。本剧播出时反映热烈，首播即突破百万收视率大关，过后更打破电视台2014年单集收视记录。 新传媒宣布《三》已摘下“2014年连续剧收视冠军”，平均收视率达104万，挤下《警徽天职3》(102万7000)，也是继《行医》之后，最多人观赏的8频道哇哇映画连续剧。哇哇工作室为此感到欣慰。

## 播出时间

### 首播
| 頻道                   | 所在地   | 播放日期       | 時間               |
| ---------------------- | -------- | -------------- | ------------------ |
| 新傳媒8頻道            | 新加坡   | 2014年10月27日 | 星期一至五 21:00起 |
| Astro双星              | 马来西亚 | 2014年11月6日  | 星期一至五 16:30起 |
| Astro双星              | 马来西亚 | 2014年11月18日 | 星期日至四 17:00起 |
| Astro双星HD            | 马来西亚 | 2014年11月18日 | 星期日至四 17:00起 |
| Astro AEC Astro AEC HD | 马来西亚 | 2015年6月9日   | 星期一至五 20:30起 |
| 八度空间               | 马来西亚 | 2015年9月18日  | 星期一至五 17:00起 |

### 重播
| 頻道                                   | 所在地   | 播放日期       | 時間                                 |
| -------------------------------------- | -------- | -------------- | ------------------------------------ |
| 新傳媒8頻道                            | 新加坡   | 2014年10月28日 | 星期一至五 08:00起（不显示字幕）     |
| Astro双星 Astro双星HD （11月16日开播） | 马来西亚 | 2014年11月7日  | 星期一至五 00:30起                   |
| Astro双星 Astro双星HD （11月16日开播） | 马来西亚 | 2014年11月7日  | 星期一至五 09:30起                   |
| Astro双星 Astro双星HD （11月16日开播） | 马来西亚 | 2014年11月7日  | 星期一至五 15:30起（上一集重播）     |
| Astro双星 Astro双星HD （11月16日开播） | 马来西亚 | 2014年11月8日  | 星期六 07:30起（连播五集）           |
| Astro双星 Astro双星HD （11月16日开播） | 马来西亚 | 2014年11月9日  | 星期日 19:30起（连播五集）           |
| Astro双星 Astro双星HD （11月16日开播） | 马来西亚 | 2014年11月18日 | 星期日至四 07:00起（新时段）         |
| Astro双星 Astro双星HD （11月16日开播） | 马来西亚 | 2014年11月18日 | 星期日至四 13:00起（新时段）         |
| Astro双星 Astro双星HD （11月16日开播） | 马来西亚 | 2014年11月18日 | 星期日至四 21:00起（新时段）         |
| Astro双星 Astro双星HD （11月16日开播） | 马来西亚 | 2014年11月19日 | 星期日至四 24:00起（新时段）         |
| Astro双星 Astro双星HD （11月16日开播） | 马来西亚 | 2014年11月21日 | 星期五 14:00起（连播五集）（新时段） |
| Astro双星 Astro双星HD （11月16日开播） | 马来西亚 | 2014年11月22日 | 星期六0 6:00起（连播五集）（新时段） |
| Astro AEC Astro AEC HD                 | 马来西亚 | 2015年6月9日   | 星期一至五 23:00起                   |
| 新傳媒8頻道                            | 新加坡   | 2015年7月16日  | 星期一至五 17:30起                   |
| Astro双星 Astro双星HD                  | 马来西亚 | 2015年11月11日 | 星期一至五 08:00起                   |

## 演員陣容

### 主要演員
| 演员   | 角色   | 介绍 | 登场集数 |
| 王沺裁 | 赵耀宗 | 胆小、怕死、怕麻烦，却偏偏因为自己的优柔寡断，反而常惹上无谓的麻烦事；人到中年处处碰壁，渴望能成为大男人的典型小男人。嘴里总是挂着没完没了的‘当年勇’。顾家男人，为了家人，凡事都能忍。 | 全剧     |
| 黃碧仁 | 曾善美 | 善良、贤惠，为了家人劳心劳力的付出，一心希望丈夫成才，儿女上进听话。典型贤妻良母。 | 全剧     |
| 包勋评 | 赵佑庭 | 耀宗大儿子。小时了了，曾被家里寄予厚望当精英，备受栽培，但中学后成绩平平而自觉被忽略。长得帅气，受到女生喜爱。反对让胖子小弟步上自己“精英梦后尘”，常让父母发生口角。                   |          |
| 陈欣淇 | 赵晓敏 | 耀宗女儿，愤世的草莓族。明明单纯好骗，却以为自己高深莫测。爱面子，追名牌。高中毕业后，在无数的工作中兜转，仍找不到自己的理想。对男友千依百顺。                                         |          |
| 朱厚任 | 赵海光 | 乐观主义。爱打太极，和老婆永远处于拍拖状态。甜蜜的秘诀，在于不要计较。 |          |
| 金银姬 | 杨八妹 | 耀宗母亲。传统、迷信、疼爱家人、爱吃醋。 |          |
| 陈俊生 | 赵成龙 | 耀宗小儿子。贪吃、爱发梦的小胖子。梦想成为成龙的儿子。成绩不好。 |          |

### 其他角色
| 演员   | 角色       | 介绍                                                                               | 登场集数            |
| 姚玟隆 | 赵耀祖     | 耀宗弟弟，为了得到钱币，最终被老婆婆惩罚。                                         | 14-15,19-20         |
| 徐鸣杰 | 林义工     | 热心帮助晓敏恢复行动能力，最后成为她的爱人。                                       | 8,13,16,20          |
| 洪乙心 | 张安娜     | 耀祖老婆。无耻无赖又贪婪的小人，为了得到愿望钱币而不择手段，最后差点陷入难产危机。 | 19-20               |
| 胡佳嬑 | Winnie     | 佑庭老婆。                                                                         | 6,11,12,14,15,16,20 |
| 王冠逸 | 君豪       | 晓敏歌唱老师兼男友，是个爱情骗子。                                                 |                     |
| 林明倫 | 电台经理   | 曾善美好友，对曾善美是有求必应。                                                   |                     |
| 王昱清 | 马主       | Winnie的老爸。                                                                     | 20                  |
| 梁凱迪 | 戴恩来     | 赵耀宗的同事，非常有心机的人，想把耀宗踢出马棚                                     |                     |
| 朱秀鳳 | 愿望老婆婆 | 卖纸巾老妇人，除了卖纸巾，她也会给有缘人派发愿望钱币，让人知道，有得必有失。       |                     |
| 刘子绚 |            | 本剧大结局时出现。                                                                 | 20                  |

## 註腳
1. ↑  . Channel News Asia. 17 June 2014  [2014-10-27]. （原始内容存档于2019-02-18）.
2. ↑  . 28 October 2014  [2014-10-29]. （原始内容存档于2019-02-18）.
3. ↑  . 9 November 2014  [2014年11月14日]. （原始内容存档于2014年11月14日）.
4. ↑  . 19 November 2014  [2014年11月20日]. （原始内容存档于2014年11月22日）.
5. ↑  . My Paper 我报. 2014年11月26日  [2014年11月26日]. （原始内容存档于2014年12月17日）.

## 電視節目的變遷
| 新加坡 新傳媒8頻道 星期一至五 21:00 - 22:00                                                | 新加坡 新傳媒8頻道 星期一至五 21:00 - 22:00 | 新加坡 新傳媒8頻道 星期一至五 21:00 - 22:00 |
| ------------------------------------------------------------------------------------------ | ------------------------------------------- | ------------------------------------------- |
|                                                                                            | 三個願望 （2014.10.27- 2014.11.21）         |                                             |
| 逆潮 （2014.09.24- 2014.10.24）                                                            | 信約：動盪的年代 （2014.11.24- 2015.01.02） |                                             |
| 马来西亚 Astro 双星 星期一至五 16:30 - 17:30 2014.11.19日起，改在 星期日至四 17:00 - 18:00 |                                             |                                             |
| 日落洞 （2014.09.25- 2014.11.05）                                                          | 三個願望 （2014.11.06- 2014.12.03）         | 信約：動盪的年代 （2014.12.04- 2015.01.14） |
| 马来西亚 八度空间 星期一至五 17:00 - 18:00                                                 |                                             |                                             |
| 志在四方 （2015.08.05- 2015.09.17）                                                        | 三個願望 （2015.09.18- 2015.10.15）         | 好医生 （2015.10.16- 2015.11.25）           |